# Jérôme Meyssonnier
Pour les articles homonymes, voir Meyssonnier.
Jérôme Meyssonnier est un banquier français né le 14 avril 1941 à Lons-le-Saunier et mort le 22 décembre 2001 à Neuilly-sur-Seine.

## Biographie
Il suivit des études de mathématiques, statistiques et sciences économiques, puis rentra dans le groupe Suez, où il devint président de la Banque La Hénin.
Gouverneur du Crédit foncier de France de 1996 à 1999, il fut séquestré durant cinq jours dans les locaux par les syndicats en janvier 1997.
Il devint ensuite président de la Banque Worms.
Il était membre du conseil de surveillance d'Auguste-Thouard & associés et administrateur de Simco.